# K (letter)

Een aantal voorbeelden van de letter K

De letter K is de elfde letter in het moderne Latijnse alfabet.
De letter K komt voort uit de Griekse Kappa (Κ, κ), ontstaan uit de Semitische letter Kaf (of Kap) met het pictogram van een open hand. Deze was op zijn beurt waarschijnlijk overgenomen door in Egypte wonende Semieten van de Egyptische hiëroglief van een hand, die de letter D voorstelde in het Egyptische woord voor hand, d-r-t. Het woord voor hand in de Semitische taal begon echter met een /K/-klank.
In het internationale spellingsalfabet wordt de K weergegeven door middel van het woord Kilo. 
In het Nederlands telefoonalfabet wordt de K weergegeven door middel van de naam Karel.
| d |

| d |